# Sepang International Circuit

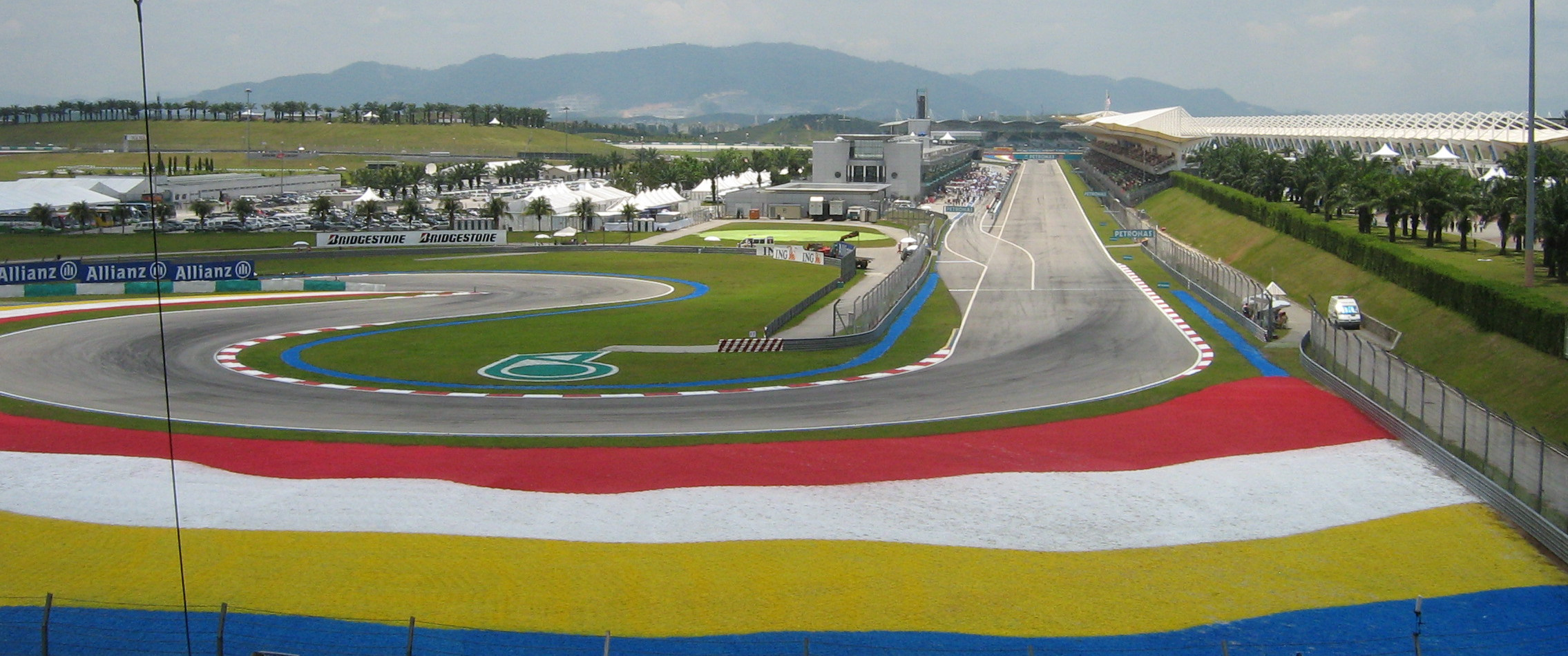
Pierwszy zakręt na torze Sepang

Sepang International Circuit – tor wyścigowy położony 85 km od Kuala Lumpur w miejscowości Sepang. Odbywało się na nim Grand Prix Malezji (1999–2017).
Sepang International Circuit został zaprojektowany przez niemieckiego architekta Hermanna Tilke. Tor został wybudowany kosztem 120 milionów dolarów w zaledwie 14 miesięcy i jego oficjalne otwarcie nastąpiło 9 marca 1999 roku. Tor ma długość 5.543 km, składa się z 15 zakrętów oraz 8 prostych.
Rekord okrążenia został ustanowiony przez Sebastiana Vettela podczas Grand Prix Malezji w 2017 roku. Wynosi on 1:34.080.

## ZwycięzcyGrand Prix Malezjina torze Sepang
| Sezon | Kierowca                                                       | Zespół                                     |        |
| ----- | -------------------------------------------------------------- | ------------------------------------------ | ------ |
| 1999  | Eddie Irvine                                                   | Ferrari                                    | Wyniki |
| 2000  | Michael Schumacher                                             | Ferrari                                    | Wyniki |
| 2001  | Michael Schumacher                                             | Ferrari                                    | Wyniki |
| 2002  | Ralf Schumacher                                                | Williams-BMW                               | Wyniki |
| 2003  | Kimi Räikkönen                                                 | McLaren-Mercedes                           | Wyniki |
| 2004  | Michael Schumacher                                             | Ferrari                                    | Wyniki |
| 2005  | Fernando Alonso                                                | Renault                                    | Wyniki |
| 2006  | Giancarlo Fisichella                                           | Renault                                    | Wyniki |
| 2007  | Fernando Alonso                                                | McLaren-Mercedes                           | Wyniki |
| 2008  | Kimi Räikkönen                                                 | Ferrari                                    | Wyniki |
| 2009  | Jenson Button                                                  | Brawn-Mercedes                             | Wyniki |
| 2010  | Sebastian Vettel                                               | Red Bull-Renault                           | Wyniki |
| 2011  | Sebastian Vettel                                               | Red Bull-Renault                           | Wyniki |
| 2012  | Fernando Alonso                                                | Ferrari                                    | Wyniki |
| 2013  | Sebastian Vettel                                               | Red Bull-Renault                           | Wyniki |
| 2014  | Lewis Hamilton                                                 | Mercedes                                   | Wyniki |
| 2015  | Sebastian Vettel                                               | Ferrari                                    | Wyniki |
| 2016  | Daniel Ricciardo                                               | Red Bull-TAG Heuer                         | Wyniki |
| 2017  | Max Verstappen                                                 | Red Bull-TAG Heuer                         | Wyniki |
|       | 4x Sebastian Vettel 3x M. Schumacher, Alonso 2x Kimi Räikkönen | 7x Ferrari 5x Red Bull 2x McLaren, Renault |        |